# Norma Gladys Cappagli
Norma Gladys Cappagli (Buenos Aires, 20 settembre 1939 – Buenos Aires, 22 dicembre 2020) è stata una modella argentina vincitrice del concorso di bellezza Miss Mondo 1960.

## Biografia
Eletta Miss Mondo Argentina, Norma Cappagli fu incoronata decima Miss Mondo, l'8 novembre 1960 presso il Lyceum Theatre di Londra, ricevendo la corona dalla Miss Mondo uscente, l'olandese Corine Rottschäfer. È stata la prima Miss Mondo argentina.
Norma Cappagli è morta nel 2020 all'età di 81 anni in seguito a un incidente stradale, investita da un bus di linea.